# عبدالعزیز مراکش
عبدالعزیز مراکش (عربی: عبد العزيز الرابع؛ ۲۴ فوریه ۱۸۷۸ – ۱۰ ژوئن ۱۹۴۳) سلطان علویان مراکش از سال ۱۸۹۴ تا ۱۹۰۸ بود.

## نگارخانه

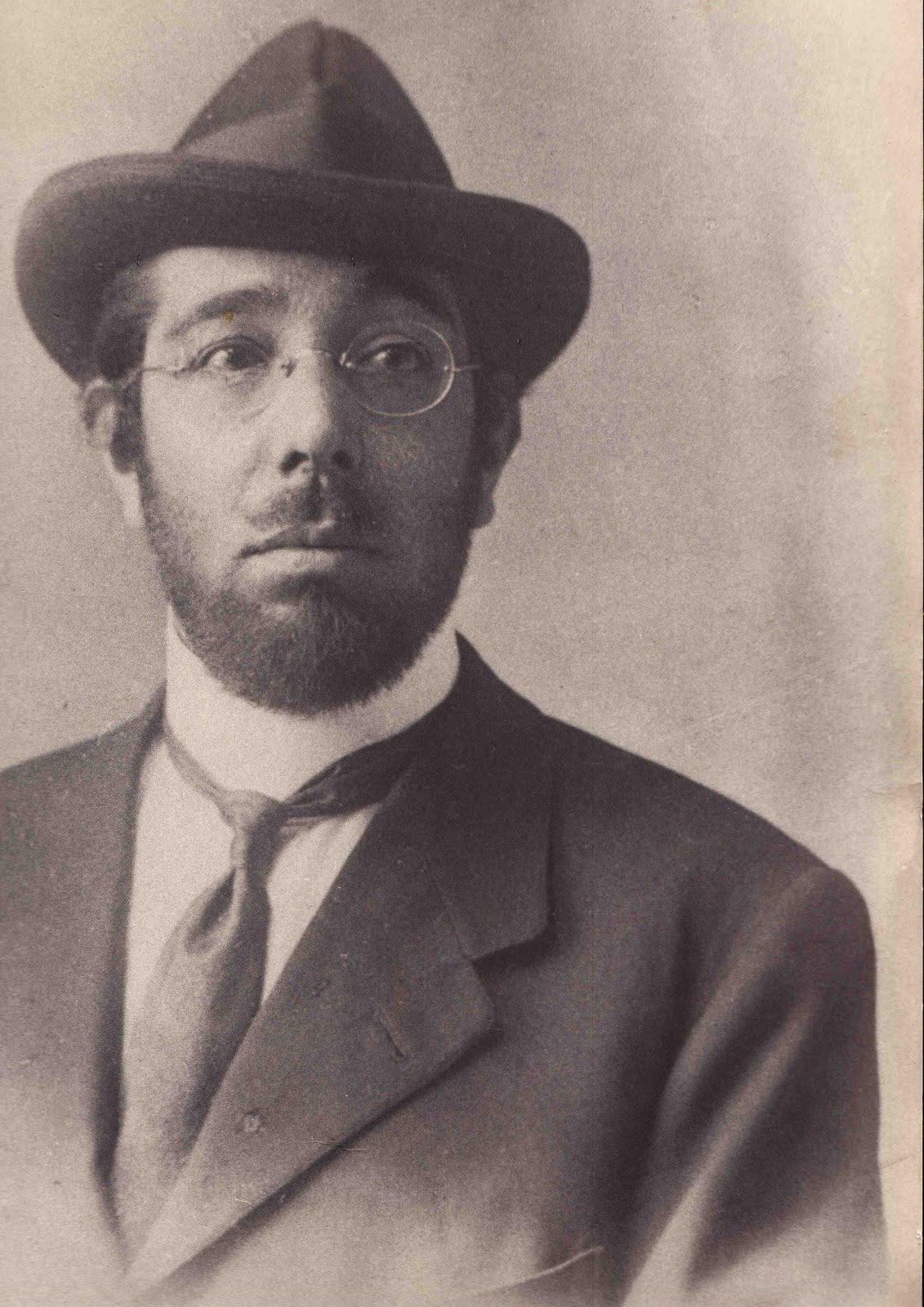
۱۹۰۰
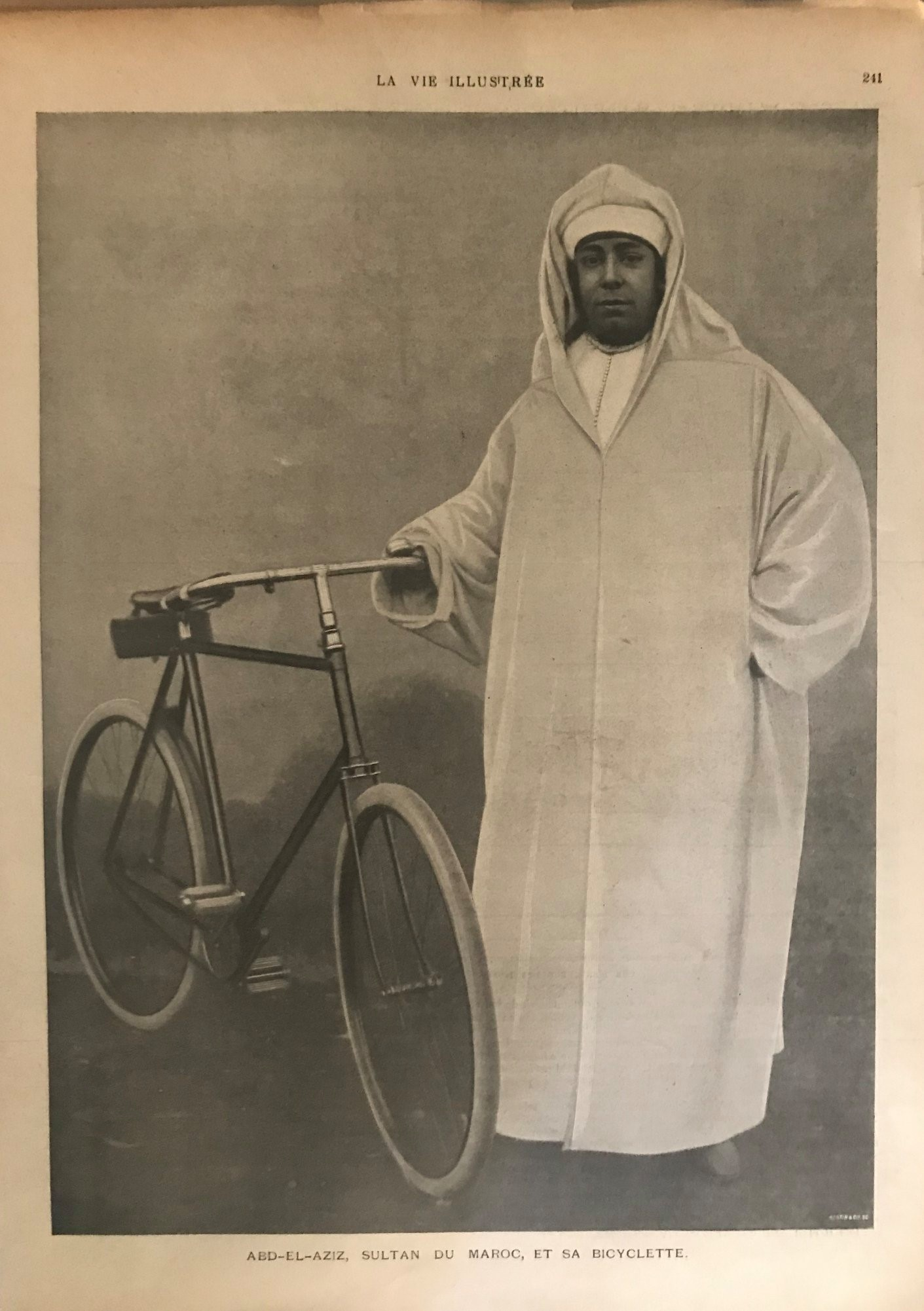
۱۹۰۱
۱۹۰۴